# ウラジーミル・クラムニク
ウラジーミル・ボリーソヴィチ・クラムニク（1975年6月25日‐、ロシア語: Влади́мир Бори́сович Кра́мник）はロシアのチェスの選手。グランドマスターであり世界チャンピオン。FIDEの世界ランキング最高位は1位（2008年1月）。イロレーティングの最高値は2811（2002年1月、4月）。
トゥアプセ出身。ミハイル・ボトヴィニクが主催するチェススクールで頭角を現わし、1992年、わずか16歳でマニラチェスオリンピックのロシア代表に選出される。2000年にロンドンで開催されたガルリ・カスパロフとの世界選手権マッチで勝利を収め、クラシカルチャンピオンとなる。その後、主として疾病を原因とする不調に苦しむも2004年、ペーター・レコの挑戦を退け防衛。2006年、エリスタで開催された世界チャンピオン統一戦において、FIDEチャンピオンベセリン・トパロフを破り、統一世界チャンピオンに就位。
2006年の統一戦（14ゲームマッチ）では、ゲーム中に頻繁にトイレに立つことについてトパロフ陣営からクレームを受け、第5ゲームを放棄して不戦敗を記録するなどのトラブルがあった。